# Ladoye-sur-Seille
Ladoye-sur-Seille é uma comuna francesa na região administrativa de Borgonha-Franco-Condado, no departamento de Jura. Estende-se por uma área de 3,69 km². Em 2010 a comuna tinha 54 habitantes (densidade: 14,6 hab./km²).